# 동백4로
동백4로는 경기도 용인시 기흥구 동백동중부를 가로지르는 1.3km의 도로이다. 도로명은 동백동에서 유래하였다.

## 노선
| (이름없음)                 | 동백죽전대로 | 용인시 기흥구 동백동 |
| 금호어울림사거리           | 동백중앙로   | 용인시 기흥구 동백동 |
| 어은목마을한라비발디사거리 | 동백3로      | 용인시 기흥구 동백동 |
| 한라비발디삼거리           | 동백2로      | 용인시 기흥구 동백동 |